# アンドラの世界遺産
アンドラの世界遺産(アンドラのせかいいさん)はユネスコの世界遺産に登録されているアンドラ国内の文化・自然遺産の一覧。
Category:アンドラの世界遺産に索引がある。
アンドラ公国の国連加盟は1993年7月、同年10月にユネスコに加盟、世界遺産条約への批准は1997年である。初めて正式登録されたアンドラの世界遺産はマドリウ＝ペラフィタ＝クラロ渓谷であった。

## 文化遺産
- マドリウ＝ペラフィタ＝クラロ渓谷 - (2004年、2006年に拡大登録)※

## 自然遺産
なし

## 複合遺産
なし

## 暫定リスト掲載物件
アンドラ政府は、登録の前提となる暫定リストに2ヶ所を掲載している。

### 文化遺産
- サンタ・コロマの歴史的建造物群 - （1999年2月）

Ensemble historique de Santa Coloma
- アンドラのロマネスク教会群 - （1999年2月）

Eglises romanes d'Andorre

### 自然遺産
マドリウ＝ペラフィタ＝クラロ渓谷

### 複合遺産
なし